# Airbus Helicopters
Airbus Helicopters (prej Eurocopter Group) je evropski mednarodni proizvajalec helikopterjev. Je največji proizvajalec helikopterjev na svetu po številu dobav in prihodku. Sedež podjetja je na letališču Marseille-Provence v kraju Marignane, Francija, v bližina Marseilla. Glavne ustanove podjetja so v krajih Marignane v Franciji, Donauwörth v Nemčiji in Albacete v Španiji. Družba se je preimenovala v Airbus Helicopters 2. januarja 2014.
Predhodno podjetje Eurocopter Group je bilo ustanovljeno leta 1992 z združitvijo francoskega Aerospatiale in nemškega Daimler-Benz Aerospace AG (DASA). Airbus Helicopters je podružnica od Airbus Group, ki je tudi njihov lastnik.
Korenine podjetja segajo od francoskih podjetij Blériot, Lioré et Olivier in nemških Messerschmitt in Focke-Wulf.
Airbus Helicopters in predhodna podjetja so bili inovatorji na številnih novih helikopterskih tehnologijah: npr. prvi turbogredni na helikopterju, Alouette II, leta 1955. Ventilator z obročem Fenestron na repu, Gazelle, leta 1968. Prvi helikopter za letenje v "icing" pogojih, kjer se nabira led, AS332 Super Puma, leta 1984. Prvi proizvodni helikopter s Fly-by-Wire kontrolnim  sistemom, NH90. Prvi helikopter s Fly-by-Light kontrolnim sistemomv, EC135. Prvi pristanek na Mount Everestu, AS350 B3, leta 2005.
Podjetje ima šest tovarn v Evropi: Marignane, La Courneuve, Donauwörth, Ottobrunn, in Albacete. Poleg tega ima še 30 podružnic in partnerjev po svetu.
Leta 2014 je bilo več kot 12.000 helikopterjev te družbe v uporabi pri 3000 strankah v 150 državah.
Eurocopter je leta 2010 prodal 346 helikopterjev in dostavil 503 leta 2011.

## Helikopterji
- Eurocopter AS332 Super Puma - srednje velik dvomotorni večnamenski helikopter
- AS350 Ecureuil/AStar - lahki enomotorni večnamenski helikopter
- AS355 Ecureuil 2/TwinStar - lahki dvomotorni večnamenski helikopter
- Eurocopter AS365 Dauphin - srednje velik dvomotorni večnamenski helikopter
- AS532 Cougar - srednje velik dvomotorni večnamenski helikopter
- Eurocopter Canada - MBB Bo 105 - srednje velik dvomotorni večnamenski helikopter[11]
- AS550 Fennec & AS555 Fennec 2 - lahki eno/dvomotorni večnamenski helikopter
- AS565 Panther - srednji vojaški dvomotorni večnamenski helikopter
- EC120 Colibri (z Harbin Aircraft Manufacturing Corporation) - lahki enomotorni večnamenski helikopter
- Eurocopter EC130 - lahki "widebody" enomotorni večnamenski helikopter
- Eurocopter EC135 - lahki civilni dvomotorni večnamenski helikopter
- Eurocopter EC145 - srednji dvomotorni večnamenski helikopter
- Eurocopter EC155 - srednji potniški helikopter z velikim dosegom
- Eurocopter EC175 - srednji dvomotorni večnamenski helikopter
- EC225 Super Puma - potniški helikopter z velikim dosegom
- EC635 - vojaški večnamenski helikopter
- EC665 Tiger - vojaški jurišni helikopter
- EC725 Cougar - taktični transportni helikopter z dolgim dosegom
- HH/MH-65C Dolphin - srednje velik helikopter za iskanje in reševanje
- NH90 - srednji dvomotorni večnamenski vojaški helikopter
- Surion - srednji dvomotorni večnamenski helikopter razvit s sodelovanjem s Korea Aerospace Industries (KAI)
- UH-72 Lakota - lahki večnamenski helikopter v uporabi pri ameriški kopenski vojski in mornarici
- X3 rotorcraft - helikopeter z dvema propelerjema za večjo hitrost in VTOL sposobnosti[12]

### Vrtenje rotorja
Na Airbus helikopterjih, izdelanih v Franciji, se rotorji vrtijo v smeri urinega kazalca (gledano od zgoraj), enako kot ruski helikopterji. V nemških helikopterjih pa se vrtijo v nasprotni smeri urinega kazalca (gledano od zgoraj).

## Galerija
- NH90 Tactical Transport Helicopter (TTH)
- EC135 T2+
- EC145
- EC120 Colibri
- EC725 Caracal
- AS565 Panther
- AS532 Super Puma
- EC155 B1
- AS350 BA Ecureuil
- Tiger ARH
- EC225 Super Puma Mk II+
- AS350 B3 conducting a rescue in the Mt. Hotham snow fields
- EC130